# Skilanglauf-Marathon-Cup 2000
Der Skilanglauf-Marathon-Cup 2000 war eine vom Weltskiverband FIS ausgetragene Wettkampfserie im Skilanglauf, die am 30. Januar 2000 mit dem Marcialonga begann und am 12. März 2000 mit dem Engadin Skimarathon endete. Die Wettbewerbe wurden im Rahmen der Euroloppet-Serie bzw. Worldloppet-Serie veranstaltet. Die Gesamtwertung bei den Männern gewann Raul Olle. Bei den Frauen wurde Swetlana Nageikina in der Gesamtwertung erste.

## Männer

### Resultate
| 1. Skilanglauf-Marathon-Cup im Val di Fiemme und Val di Fassa - Marcialonga | 1. Skilanglauf-Marathon-Cup im Val di Fiemme und Val di Fassa - Marcialonga | 1. Skilanglauf-Marathon-Cup im Val di Fiemme und Val di Fassa - Marcialonga | 1. Skilanglauf-Marathon-Cup im Val di Fiemme und Val di Fassa - Marcialonga | 1. Skilanglauf-Marathon-Cup im Val di Fiemme und Val di Fassa - Marcialonga |
| --------------------------------------------------------------------------- | --------------------------------------------------------------------------- | --------------------------------------------------------------------------- | --------------------------------------------------------------------------- | --------------------------------------------------------------------------- |
| Datum                                                                       | Disziplin                                                                   | Erster Platz                                                                | Zweiter Platz                                                               | Dritter Platz                                                               |
| 30. Januar 2000                                                             | 70 km Freistil                                                              | Fulvio Valbusa                                                              | Leonardo Follis                                                             | Fabio Giacomel                                                              |

| 2. Skilanglauf-Marathon-Cup in Lienz - Dolomitenlauf | 2. Skilanglauf-Marathon-Cup in Lienz - Dolomitenlauf | 2. Skilanglauf-Marathon-Cup in Lienz - Dolomitenlauf | 2. Skilanglauf-Marathon-Cup in Lienz - Dolomitenlauf | 2. Skilanglauf-Marathon-Cup in Lienz - Dolomitenlauf |
| ---------------------------------------------------- | ---------------------------------------------------- | ---------------------------------------------------- | ---------------------------------------------------- | ---------------------------------------------------- |
| Datum                                                | Disziplin                                            | Erster Platz                                         | Zweiter Platz                                        | Dritter Platz                                        |
| Februar 2000                                         | 60 km Freistil                                       | Wettkampf abgesagt                                   | Wettkampf abgesagt                                   | Wettkampf abgesagt                                   |

| 3. Skilanglauf-Marathon-Cup in Oberammergau - König-Ludwig-Lauf | 3. Skilanglauf-Marathon-Cup in Oberammergau - König-Ludwig-Lauf | 3. Skilanglauf-Marathon-Cup in Oberammergau - König-Ludwig-Lauf | 3. Skilanglauf-Marathon-Cup in Oberammergau - König-Ludwig-Lauf | 3. Skilanglauf-Marathon-Cup in Oberammergau - König-Ludwig-Lauf |
| --------------------------------------------------------------- | --------------------------------------------------------------- | --------------------------------------------------------------- | --------------------------------------------------------------- | --------------------------------------------------------------- |
| Datum                                                           | Disziplin                                                       | Erster Platz                                                    | Zweiter Platz                                                   | Dritter Platz                                                   |
| 5. Februar 2000                                                 | 51 km klassisch                                                 | Stanislav Řezáč                                                 | Raul Olle                                                       | Mattias Danielsson                                              |

| 4. Skilanglauf-Marathon-Cup in Otepää - Tartu Maraton | 4. Skilanglauf-Marathon-Cup in Otepää - Tartu Maraton | 4. Skilanglauf-Marathon-Cup in Otepää - Tartu Maraton | 4. Skilanglauf-Marathon-Cup in Otepää - Tartu Maraton | 4. Skilanglauf-Marathon-Cup in Otepää - Tartu Maraton |
| ----------------------------------------------------- | ----------------------------------------------------- | ----------------------------------------------------- | ----------------------------------------------------- | ----------------------------------------------------- |
| Datum                                                 | Disziplin                                             | Erster Platz                                          | Zweiter Platz                                         | Dritter Platz                                         |
| Februar 2000                                          | 63 km Klassisch                                       | Wettkampf abgesagt                                    | Wettkampf abgesagt                                    | Wettkampf abgesagt                                    |

| 5. Skilanglauf-Marathon-Cup in Mouthe - Transjurassienne | 5. Skilanglauf-Marathon-Cup in Mouthe - Transjurassienne | 5. Skilanglauf-Marathon-Cup in Mouthe - Transjurassienne | 5. Skilanglauf-Marathon-Cup in Mouthe - Transjurassienne | 5. Skilanglauf-Marathon-Cup in Mouthe - Transjurassienne |
| -------------------------------------------------------- | -------------------------------------------------------- | -------------------------------------------------------- | -------------------------------------------------------- | -------------------------------------------------------- |
| Datum                                                    | Disziplin                                                | Erster Platz                                             | Zweiter Platz                                            | Dritter Platz                                            |
| 20. Februar 2000                                         | 76 km Freistil                                           | Johann Mühlegg                                           | Per Elofsson                                             | Juan Jesús Gutiérrez                                     |

| 6. Skilanglauf-Marathon-Cup in Sälen – Wasalauf | 6. Skilanglauf-Marathon-Cup in Sälen – Wasalauf | 6. Skilanglauf-Marathon-Cup in Sälen – Wasalauf | 6. Skilanglauf-Marathon-Cup in Sälen – Wasalauf | 6. Skilanglauf-Marathon-Cup in Sälen – Wasalauf |
| ----------------------------------------------- | ----------------------------------------------- | ----------------------------------------------- | ----------------------------------------------- | ----------------------------------------------- |
| Datum                                           | Disziplin                                       | Erster Platz                                    | Zweiter Platz                                   | Dritter Platz                                   |
| 5. März 2000                                    | 90 km klassisch                                 | Raul Olle                                       | Oskar Svärd                                     | Staffan Larsson                                 |

| 7. Skilanglauf-Marathon-Cup in Samedan – Engadin Skimarathon | 7. Skilanglauf-Marathon-Cup in Samedan – Engadin Skimarathon | 7. Skilanglauf-Marathon-Cup in Samedan – Engadin Skimarathon | 7. Skilanglauf-Marathon-Cup in Samedan – Engadin Skimarathon | 7. Skilanglauf-Marathon-Cup in Samedan – Engadin Skimarathon |
| ------------------------------------------------------------ | ------------------------------------------------------------ | ------------------------------------------------------------ | ------------------------------------------------------------ | ------------------------------------------------------------ |
| Datum                                                        | Disziplin                                                    | Erster Platz                                                 | Zweiter Platz                                                | Dritter Platz                                                |
| 12. März 2000                                                | 42 km Freistil                                               | Gerhard Urain                                                | Norman Kostner                                               | Vincent Vittoz                                               |

### Gesamtwertung
| Endstand (Top 5) |                 |        |
| \| Rang \| Name \| Punkte \| \| ---- \| --------------- \| ------ \| \| 01. \| Raul Olle \| 208 \| \| 02. \| Staffan Larsson \| 161 \| \| 03. \| Stanislav Řezáč \| 132 \| \| 04. \| Johann Mühlegg \| 100 \| \| 04. \| Gerhard Urain \| 100 \| \| 04. \| Fulvio Valbusa \| 100 \| |                 |        |
| Rang | Name            | Punkte |
| 01. | Raul Olle       | 208    |
| 02. | Staffan Larsson | 161    |
| 03. | Stanislav Řezáč | 132    |
| 04. | Johann Mühlegg  | 100    |
| 04. | Gerhard Urain   | 100    |
| 04. | Fulvio Valbusa  | 100    |

## Frauen

### Resultate
| 1. Skilanglauf-Marathon-Cup im Val di Fiemme und Val di Fassa - Marcialonga | 1. Skilanglauf-Marathon-Cup im Val di Fiemme und Val di Fassa - Marcialonga | 1. Skilanglauf-Marathon-Cup im Val di Fiemme und Val di Fassa - Marcialonga | 1. Skilanglauf-Marathon-Cup im Val di Fiemme und Val di Fassa - Marcialonga | 1. Skilanglauf-Marathon-Cup im Val di Fiemme und Val di Fassa - Marcialonga |
| --------------------------------------------------------------------------- | --------------------------------------------------------------------------- | --------------------------------------------------------------------------- | --------------------------------------------------------------------------- | --------------------------------------------------------------------------- |
| Datum                                                                       | Disziplin                                                                   | Erster Platz                                                                | Zweiter Platz                                                               | Dritter Platz                                                               |
| 30. Januar 2000                                                             | 70 km Freistil                                                              | Swetlana Nageikina                                                          | Maria Theurl-Walcher                                                        | Sabina Valbusa                                                              |

| 2. Skilanglauf-Marathon-Cup in Lienz - Dolomitenlauf | 2. Skilanglauf-Marathon-Cup in Lienz - Dolomitenlauf | 2. Skilanglauf-Marathon-Cup in Lienz - Dolomitenlauf | 2. Skilanglauf-Marathon-Cup in Lienz - Dolomitenlauf | 2. Skilanglauf-Marathon-Cup in Lienz - Dolomitenlauf |
| ---------------------------------------------------- | ---------------------------------------------------- | ---------------------------------------------------- | ---------------------------------------------------- | ---------------------------------------------------- |
| Datum                                                | Disziplin                                            | Erster Platz                                         | Zweiter Platz                                        | Dritter Platz                                        |
| Februar 2000                                         | 60 km Freistil                                       | Wettkampf abgesagt                                   | Wettkampf abgesagt                                   | Wettkampf abgesagt                                   |

| 3. Skilanglauf-Marathon-Cup in Oberammergau - König-Ludwig-Lauf | 3. Skilanglauf-Marathon-Cup in Oberammergau - König-Ludwig-Lauf | 3. Skilanglauf-Marathon-Cup in Oberammergau - König-Ludwig-Lauf | 3. Skilanglauf-Marathon-Cup in Oberammergau - König-Ludwig-Lauf | 3. Skilanglauf-Marathon-Cup in Oberammergau - König-Ludwig-Lauf |
| --------------------------------------------------------------- | --------------------------------------------------------------- | --------------------------------------------------------------- | --------------------------------------------------------------- | --------------------------------------------------------------- |
| Datum                                                           | Disziplin                                                       | Erster Platz                                                    | Zweiter Platz                                                   | Dritter Platz                                                   |
| 5. Februar 2000                                                 | 51 km klassisch                                                 | Swetlana Nageikina                                              | Monica Johansson                                                | Annette Kullman                                                 |

| 4. Skilanglauf-Marathon-Cup in Otepää - Tartu Maraton | 4. Skilanglauf-Marathon-Cup in Otepää - Tartu Maraton | 4. Skilanglauf-Marathon-Cup in Otepää - Tartu Maraton | 4. Skilanglauf-Marathon-Cup in Otepää - Tartu Maraton | 4. Skilanglauf-Marathon-Cup in Otepää - Tartu Maraton |
| ----------------------------------------------------- | ----------------------------------------------------- | ----------------------------------------------------- | ----------------------------------------------------- | ----------------------------------------------------- |
| Datum                                                 | Disziplin                                             | Erster Platz                                          | Zweiter Platz                                         | Dritter Platz                                         |
| Februar 2000                                          | 63 km Klassisch                                       | Wettkampf abgesagt                                    | Wettkampf abgesagt                                    | Wettkampf abgesagt                                    |

| 5. Skilanglauf-Marathon-Cup in Mouthe - Transjurassienne | 5. Skilanglauf-Marathon-Cup in Mouthe - Transjurassienne | 5. Skilanglauf-Marathon-Cup in Mouthe - Transjurassienne | 5. Skilanglauf-Marathon-Cup in Mouthe - Transjurassienne | 5. Skilanglauf-Marathon-Cup in Mouthe - Transjurassienne |
| -------------------------------------------------------- | -------------------------------------------------------- | -------------------------------------------------------- | -------------------------------------------------------- | -------------------------------------------------------- |
| Datum                                                    | Disziplin                                                | Erster Platz                                             | Zweiter Platz                                            | Dritter Platz                                            |
| 20. Februar 2000                                         | 76 km Freistil                                           | Stefania Belmondo                                        | Kristina Šmigun                                          | Larissa Lasutina                                         |

| 6. Skilanglauf-Marathon-Cup in Sälen – Wasalauf | 6. Skilanglauf-Marathon-Cup in Sälen – Wasalauf | 6. Skilanglauf-Marathon-Cup in Sälen – Wasalauf | 6. Skilanglauf-Marathon-Cup in Sälen – Wasalauf | 6. Skilanglauf-Marathon-Cup in Sälen – Wasalauf |
| ----------------------------------------------- | ----------------------------------------------- | ----------------------------------------------- | ----------------------------------------------- | ----------------------------------------------- |
| Datum                                           | Disziplin                                       | Erster Platz                                    | Zweiter Platz                                   | Dritter Platz                                   |
| 5. März 2000                                    | 90 km klassisch                                 | Swetlana Nageikina                              | Sofia Lind                                      | Maria Theurl-Walcher                            |

| 7. Skilanglauf-Marathon-Cup in Samedan – Engadin Skimarathon | 7. Skilanglauf-Marathon-Cup in Samedan – Engadin Skimarathon | 7. Skilanglauf-Marathon-Cup in Samedan – Engadin Skimarathon | 7. Skilanglauf-Marathon-Cup in Samedan – Engadin Skimarathon | 7. Skilanglauf-Marathon-Cup in Samedan – Engadin Skimarathon |
| ------------------------------------------------------------ | ------------------------------------------------------------ | ------------------------------------------------------------ | ------------------------------------------------------------ | ------------------------------------------------------------ |
| Datum                                                        | Disziplin                                                    | Erster Platz                                                 | Zweiter Platz                                                | Dritter Platz                                                |
| 12. März 2000                                                | 42 km Freistil                                               | Julija Tschepalowa                                           | Brigitte Albrecht-Loretan                                    | Maria Theurl-Walcher                                         |

### Gesamtwertung
| Endstand (Top 10) |                           |        |
| \| Rang \| Name \| Punkte \| \| ---- \| ------------------------- \| ------ \| \| 1. \| Swetlana Nageikina \| 400 \| \| 2. \| Maria Theurl-Walcher \| 240 \| \| 3. \| Monica Johansson \| 146 \| \| 4. \| Julija Tschepalowa \| 136 \| \| 5. \| Sofia Lind \| 130 \| \| 6. \| Nadeschda Slessarewa \| 104 \| \| 7. \| Stefania Belmondo \| 100 \| \| 8. \| Annette Kulman \| 96 \| \| 9. \| Sabina Valbusa \| 86 \| \| 10. \| Kristina Šmigun \| 80 \| \| 10. \| Brigitte Albrecht-Loretan \| 80 \| |                           |        |
| Rang | Name                      | Punkte |
| 1. | Swetlana Nageikina        | 400    |
| 2. | Maria Theurl-Walcher      | 240    |
| 3. | Monica Johansson          | 146    |
| 4. | Julija Tschepalowa        | 136    |
| 5. | Sofia Lind                | 130    |
| 6. | Nadeschda Slessarewa      | 104    |
| 7. | Stefania Belmondo         | 100    |
| 8. | Annette Kulman            | 96     |
| 9. | Sabina Valbusa            | 86     |
| 10. | Kristina Šmigun           | 80     |
| 10. | Brigitte Albrecht-Loretan | 80     |